# Município Marimba
Município Marimba är en kommun i Angola.   Den ligger i provinsen Malanje, i den norra delen av landet, 400 km öster om huvudstaden Luanda.
I omgivningarna runt Município Marimba växer huvudsakligen savannskog. Runt Município Marimba är det glesbefolkat, med 15 invånare per kvadratkilometer.